# Kamionka Mała (powiat limanowski)

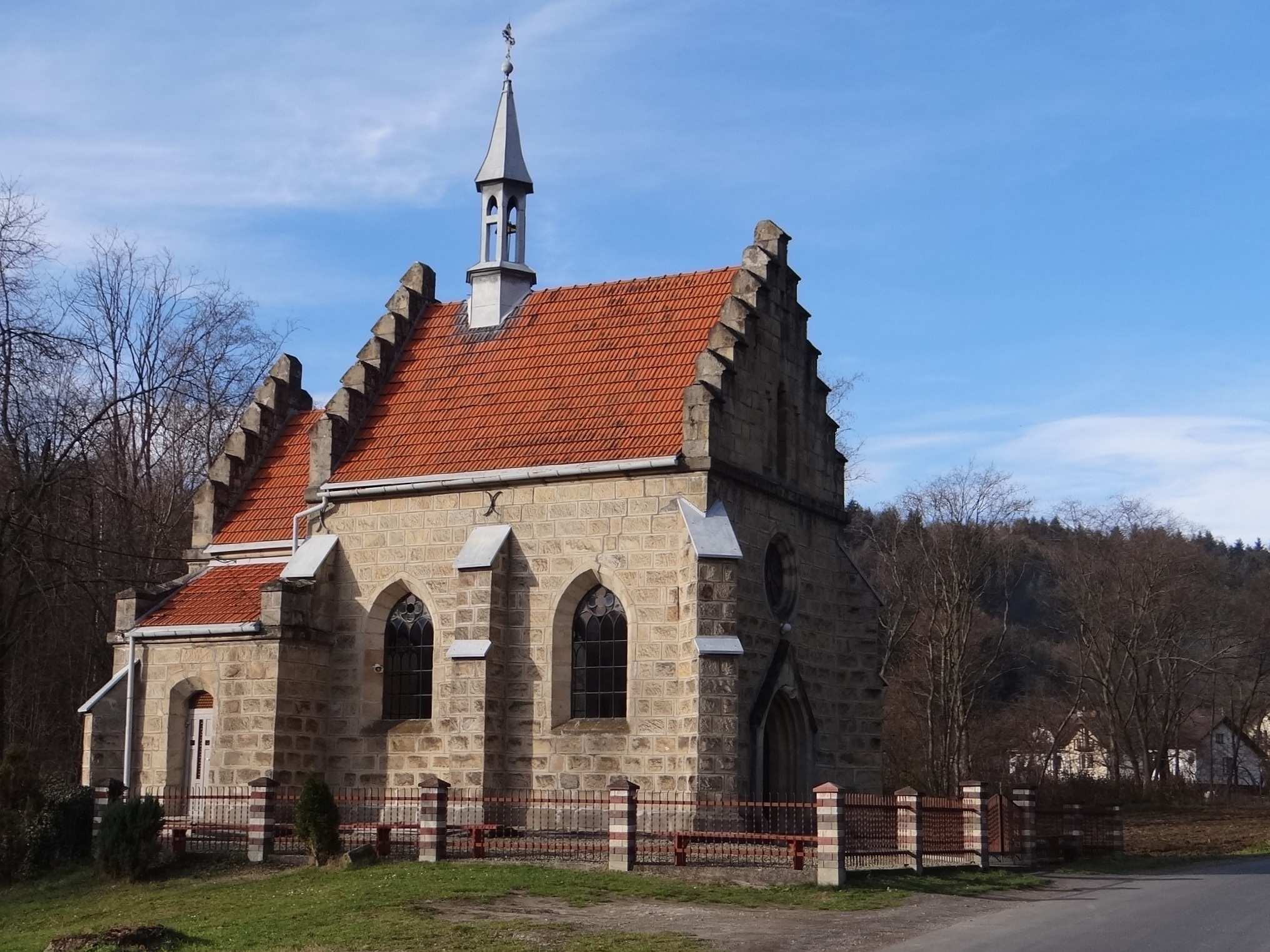
Neogotycka kaplica w Kamionce Małej

Kamionka Mała – wieś w Polsce, położona w województwie małopolskim, w powiecie limanowskim, w gminie Laskowa.
W latach 1954–1957 wieś należała i była siedzibą władz gromady Kamionka Mała, po jej zniesieniu w gromadzie Laskowa. W latach 1975–1998 miejscowość należała administracyjnie do województwa nowosądeckiego.

## Położenie
Kamionka Mała to niewielka wieś położona w północno-wschodniej części Beskidu Wyspowego, między Laskową a Krosną. Leży w dolinach potoków Rozdzielec i Kamionka oraz na zboczach otaczających je wzniesień. Wyróżnia się wśród nich Jastrząbka, Laskowa Góra, Kopiec oraz Kobyła.

## Części wsi
Integralne części wsi Kamionka Mała:
- przysiółki: Chumowo,
- części wsi: Chabejówka, Pławecówka, Dziedziczki, Głowaczyna, Górczyno, Góry, Jastrząbka, Jodłowskie, Jurkówka, Marna Wieś, Nadole, Nagórze, Olchawówka, Orłówka[7], Podoły, Pożogi, Pustki, Rosochatka.

## Historia
Nazwa miejscowości pochodzi prawdopodobnie od kamienistego podłoża, dominującego w tej okolicy. Po raz pierwszy nazwa Kamionka Mała pojawiła się w roku 1842 w Schematyzmie Diecezji Tarnowskiej, wcześniej wieś nazywana była po prostu Kamionką.
Kamionka istnieje od XIV wieku, o czym świadczy fakt, że parafia w tej miejscowości wymieniona została w Spisie Świętoperza z 1373 roku, jako należąca do rodu Szykowskich herbu Drużyna. Kolejna wzmianka o wsi znajduje się w Liber Beneficjorum Jana Długosza z roku 1470, gdzie wymieniona została ona jako własność klarysek ze Starego Sącza. W 1782 roku w wyniku konfiskaty dóbr zakonnych Kamionka stała się własnością rządu austriackiego.
W roku 1833 wsie tzw. klucza strzeszyckiego, w tym Kamionka, zostały sprzedane baronowi Brunickiemu z Pisarzowej, którego własnością pozostawały aż do uwłaszczenia w 1848 roku. Mieszkańcy natychmiast po uwłaszczeniu podjęli decyzję o odnowie XVIII-wiecznego kościółka, co ostatecznie zaowocowało ponownym ustanowieniem parafii we wsi. W roku 1853 otwarto tu pierwszą szkołę.
W czasie I wojny światowej doszło do licznych potyczek między wojskami rosyjskimi i austriackimi. Na wzgórzu Jastrząbka znajduje się cmentarz i kaplica.
W roku 1997 w wyniku wielkiej powodzi na terenie wsi odnotowano liczne osuwiska. Zniszczenia zostały odbudowane, potok Kamionkowski i rzeka Łososina zostały wyregulowane, a ich brzegi wzmocnione.

## Zabytki
Obiekt wpisany do rejestru zabytków nieruchomych województwa małopolskiego.
- Kościół parafialny pw. św. Katarzyny;
- cmentarz wojenny nr 357 z I wojny światowej.

## Osoby związane z miejscowością
- Dorota Zelek (obecnie Gawryluk)